# Limnas
Limnas là một chi thực vật có hoa trong họ Hòa thảo (Poaceae).

## Loài
Chi Limnas gồm các loài: